# Кипарисово-2
Кипари́сово-2 — посёлок в Надеждинском районе Приморского края, входит в состав Надеждинского сельского поселения.

## Этимология
Назван в честь А. Ф. Кипарисова, инженера-путейца, строителя Уссурийской железной дороги.

## География
Посёлок находится на берегу реки Кипарисовка — левом рукаве реки Раздольная, на расстоянии 13 км от села Вольно-Надеждинское, административного центра района, и 49 км от города Владивосток, административного центра края. Абсолютная высота — 5 м над уровнем моря. 

## Население
| 2005 | 2008 | 2010 |
| ---- | ---- | ---- |
| 676  | ↘565 | ↘541 |

## Улицы
| - ул. 9230 км, - ул. Берлинская, - ул. Брусничная, - ул. Заречная, | - ул. Зелёная, - ул. Клубная, - ул. Лесная, - ул. Новая, | - ул. Совхозная, - ул. Тополиная, - ул. Центральная, - ул. Школьная. |

## Транспорт
Через посёлок проходит федеральная автомагистраль М60 «Уссури». Ближайшая железнодорожная станция Кипарисово находится на расстоянии 2,5 км к северу.